# Граф Норбері

Герб графів Норбері.

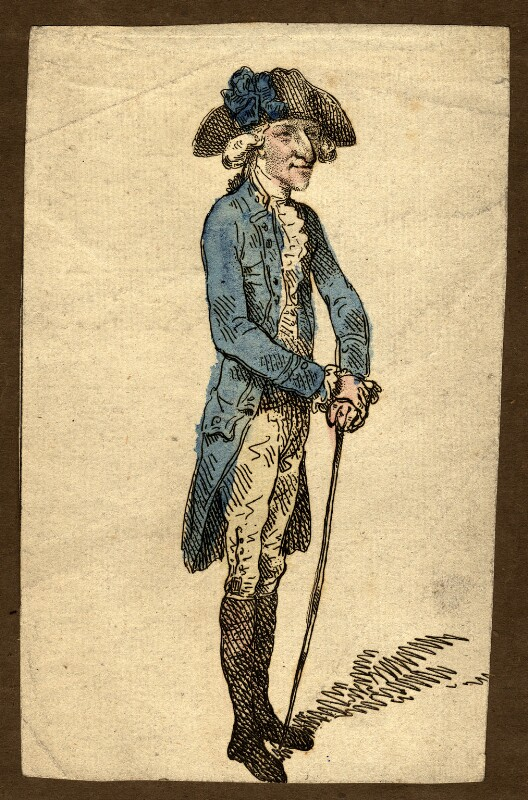
Джон Толер – І граф Норбері. Карикатура.

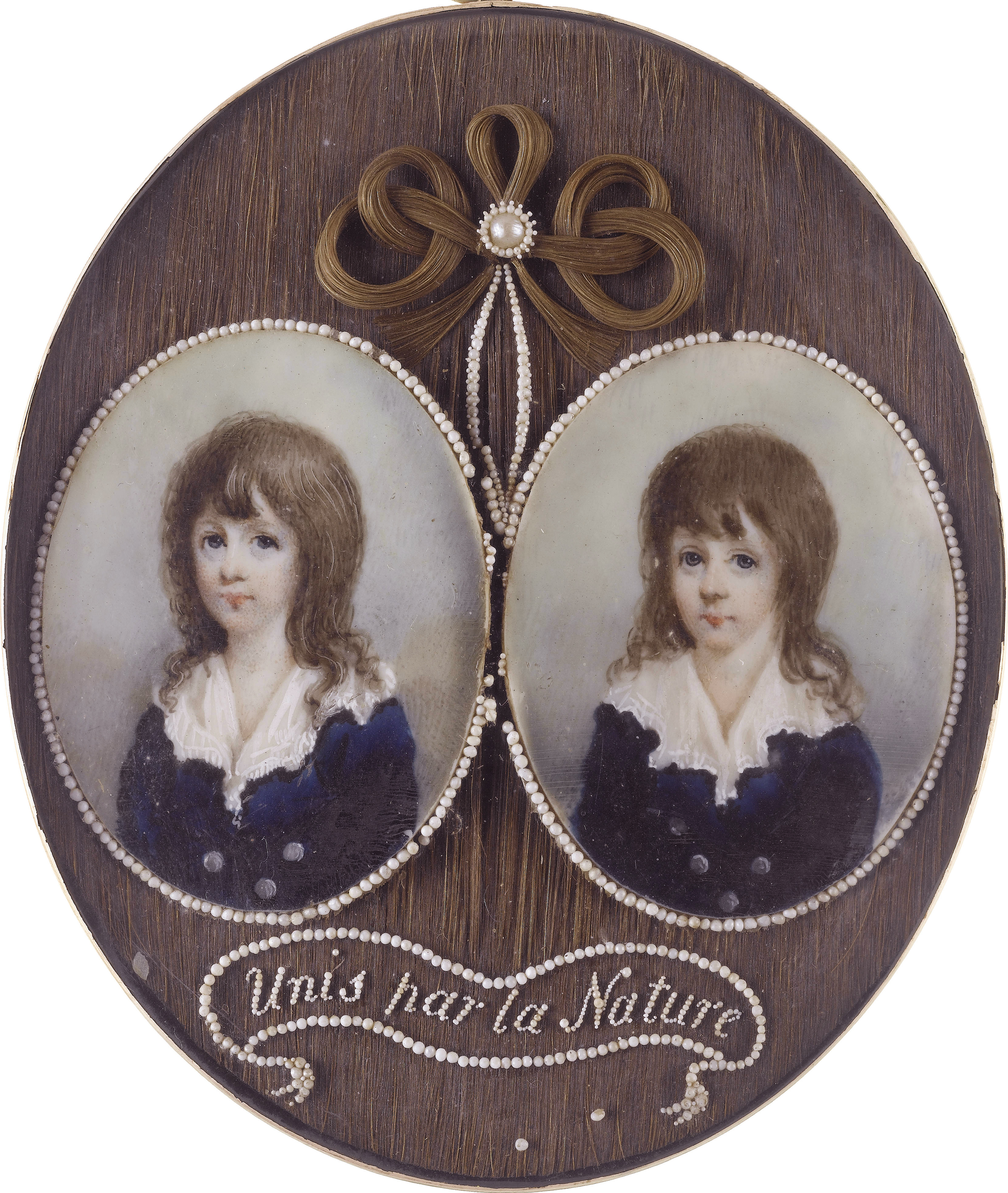
Сини Джона Толера – близнюки Гектор та Даніел.

Граф Норбері (англ. - Earl of Norbury) – аристократичний титул в перстві Ірландії. 

## Гасло графів Норбері
Regi et patriae fidelis – «Вірний королю і Батьківщині» (лат.)

## Історія графів Норбері
Титул граф Норбері з графства Тіпперері був створений в перстві Ірландії був створений в 1827 році для Джона Толера – І барона Норбері після його відставки з посади головного судді загальних судових справ Ірландії. Одночасно він був нагороджений титулом віконт Гландін з Гландіна, що в графстві Кінгс. Джон Толер був відомим ірландським політиком і сумнозвісним суддею. Титули були створені з правом успадкування його молодшим сином Гертором Толером, бо його старший син Даніель вважався психічно хворим. На той час він уже володів титулом барон Норбері з Баллікренод, що в графстві Тіпперері. Цей титул був створений в перстві Ірландії в 1800 році з правом успадкування титулу нащадкам чоловічої статі. Дружина Джона Толера – Грейс Толер (уроджена Грем) володіла титулом баронеса Норколтон, що в графстві Тіпперері в перстві Ірландії з 1797 року. Титул міг успадкувати син і його нащадки чоловічої статі. На той час як Джон Толер отримав титул графа, його дружина померла. Титули успадкував їх старший син Гектор Джон Грегем-Толер як ІІ барон Норвуд. Він же успадкував титули батька після його смерті в 1831 році як ІІ барон Норбері. Його молодший брат Даніел успадкував титул віконта та графа. У 1832 році ІІ граф Норбері успадкував обидва баронських титули. У 1825 році він отримав додаткове прізвище Грем за дозволим корони.
Джон Толер (3 грудня 1745 – 27 липня 1831) – І граф Норбері, відомий як лорд Норбері між 1800 і 1827 роками, був ірландським юристом, політиком і суддею. Дуже суперечлива фігура свого часу, він отримав прізвисько «суддя шибениць» і вважався однією з найбільш корумпованих юридичних фігур в історії Ірландії. Між 1800 і 1827 роками він був головним суддею Ірландської спільної судової палати. Він народився в Бічвуді, що біля міста Нена, графство Тіпперері, земля Норбері. Він був молодшим сином Деніела Толера – депутата Палати громад парламенту Ірландії та його дружини Летиції - дочки Томаса Отвея (1665 – 1724) з Ліссен-Холлу, що біля міста Нена, графство Тіпперері. Його старший брат Деніел Толер також був політиком, обіймав посаду верховного шерифа Тіперері, був депутатом парламенту від графства Тіпперері. Родина Толер була родом з Норфолка (Англія), але оселилася в графстві Тіпперері ще в XVII столітті. Джон Толер отримав освіту в коледжі Кілкенні та Трініті-коледжі Дубліна. Він жив у Кабра-Хаусі на розі сучасної Фассах-Авеню та Катох-Роуд у Дубліні. Він також мав таунхаус на Грейт-Денмарк-стріт, 3 Дублін. Після закінчення університету Джон Толер став юристом, працював адвокатом з 1770 року. У 1781 році він був призначений королівським радником. Джон Толер був обраний до парламенту Ірландії в Тралі в 1773 році. Це місце депутата він мав до 1780 року, а пізніше представляв у Палаті громад парламенту Ірландії Філіпстаун між 1783 і 1790 роками і Горі з 1790 року до Акту унії в 1801 році. У 1789 році його призначили генеральним прокурором Ірландії, на цій посаді він залишався до 1798 року, коли його підвищили до генерального прокурора Ірландії та включили до Таємної Ради Ірландії. У своїй ролі генерального прокурора він відповідав за судове переслідування тих, хто був причетний до Ірландського повстання 1798 року. Згідно зі Словником національних біографій «його байдужість до людських страждань ... викликала огиду навіть у тих, хто вважав, що ця подія вимагає твердості з боку уряду». У 1799 році він висунув закон, який давав лорд-лейтенанту Ірландії повноваження призупинити дію закону і запровадити військовий стан. У 1800 році він був призначений головним суддею Ірландської спільної судової палати і нагороджений титулом пера Ірландії як барон Норбері з Баллікренод, що в графстві Тіпперері. Його призначення на цю посаду викликало суперечки, і кажуть, що лорд Клер – лорд-канцлер Ірландії, пожартував: «Зробіть його єпископом або навіть архієпископом, але не головним суддею». Перебування Джона Толера на посаді головного судді тривало двадцять сім років, незважаючи на те, що, як стверджує Словник національних біографій, «його слабке знання закону, його груба упередженість, його бездушність і буфонадність повністю дискваліфікували його на цій посаді. Його двір був у постійному галасі через його галасливі веселощі. Він жартував навіть тоді, коли життя людини висіло на волосині». Це принесло йому прізвисько «суддя шибениць», «суддя вішальник». Про нього було сказано, що він «загалом вважався найвідомішим суддею Ірландії зі схильністю до повішань, яка була близькою навіть до сумно відомого судді Джеффріса». Його найвідомішим процесом був процес над лідером ірландських повстанців Робертом Емметом. Джон Толер  заважав і ображав Еммета протягом усього процесу, перш ніж засудити його до смертної кари. Незважаючи на це, завдяки його твердій вірі в правоту протестантів, вважається, що він мав великий вплив на уряд Ірландії на початку ХІХ століття. Однак позиція Джона Толера зрештою стала неприпустимою навіть для його найрішучіших прихильників, особливо з метою встановлення кращих відносин з католицькою більшістю в Ірландії британським урядом. Його репутація була заплямована в 1822 році, коли був виявлений лист, написаний йому Вільямом Сауріном – генеральним прокурором Ірландії, в якому Саурін закликав Норбері використати свій вплив на ірландську протестантську шляхту, яка складала місцеві суди проти католиків. (Саурін був звільнений незабаром після цього). Він бачив своїм найбільшим ворогом Деніела О’Коннелла, для якого Джон Толер був «особливим об’єктом огиди». За ініціативи О'Коннелла Генрі Брогем подав справу про лист Сауріна до британського парламенту. Джон Толер пережив це, а також петицію 1825 року, складену О’Коннеллом, яка закликала до його усунення з посад на тій підставі, що він заснув під час судового розгляду справи про вбивство, а згодом не зміг надати жодного пояснення наданих доказів. Однак лише після того, як Джордж Каннінг став прем'єр-міністром у 1827 році, Джон Толер, якому тоді було вісімдесят другий рік життя, нарешті був змушений піти у відставку. Його відставка була підсолоджена тим, що він був отримав титули віконта Ґландін і графа Норбері у графстві Кінгс, у перстві Ірландії. На відміну від баронства Норбері, ці титули були створені із правом успадкування для його другого сина Гектора Джона (його старшого сина Даніеля тоді вважали психічно хворим). Джон Толер одружився з Грейс – донькою Гектора Грема у 1778 році. У них було двоє синів і дві доньки. У 1797 році Грейс була отримала титул баронеси Норколтон що в графстві Тіпперері, на честь свого чоловіка. Вона померла в 1822 році, і її спадкоємцем у баронстві став її старший син Даніель. Лорд Норбері пережив її на дев’ять років і помер у своєму будинку в Дубліні за адресою Грейт-Денмарк-стріт, 3, у липні 1831 року у віці 85 років. Титул барона успадкував його старший син Деніел, титули віконта та графа успадкував його другий син, Гектор. У 1832 році Гектор успадкував титули від свого старшого брата  барона  Норвуд і барона Норбері. Він вважається батьком Джона Брінклі (астронома).

## Графи Норбері (1827)
- Джон Толер (1745 – 1831) – І граф Норбері
- Гектор Джон Грем-Толер (1781 – 1839) – ІІ граф Норбері
- Гектор Джон Грем-Толер (1810 – 1873) – ІІІ граф Норбері
- Вільям Брабазон Ліндсей Грем-Толер (1862 – 1943) – IV граф Норбері
- Рональд Ян Монтегю Грем-Толер (1893 – 1955) – V граф Норбері
- Ноель Теренс Грем-Толер (1939 – 2000) – VI граф Норбері
- Річард Джеймс Грем-Толер (нар. 1967) – VII граф Норбері

Немає спадкоємців титулу. 

## Барони Норбері (1800)
- Джон Толер (1745 – 1831) – І граф Норбері, І барон Норбері
- Деніел Толер (1781 – 1832) – ІІ барон Норвуд, ІІ барон Норбері
- Гектор Джон Грем-Толер (1781 – 1839) – ІІ граф Норбері, ІІІ барон Норбері

## Барони Норвуд (1767)
- Грейс Толер (померла 1822) – І баронеса Норвуд
- Деніел Толер (бл. 1780 – 1832) – ІІ барон Норвуд, ІІ барон Норбері
- Гектор Джон Грем-Толер (1781 – 1839) – ІІ Норбері, ІІІ барон Норвуд